# Нуждин, Николай Иванович
Николай Иванович Нуждин (4 [17] апреля 1904, Ростовский уезд, Ярославская губерния — 21 августа 1972, Москва) — советский биолог, агроном и генетик, член-корреспондент АН СССР (1953).

## Биография
Родился 4 (17) апреля 1904 года в деревне Поздерино Ростовский уезд (Ярославская губерния).
В 1929 году окончил Ярославский педагогический институт.
С 1935 года сотрудник Института генетики АН СССР.
В 1949—1952 годах заведовал кафедрой зоологии Сельскохозяйственной академии имени К. А. Тимирязева в Москве.
23 октября 1953 года избран членом-корреспондентом АН СССР.
В 1964 году после выступления на общем собрании АН СССР академиков В. А. Энгельгардта, А. Д. Сахарова и И. Е. Тамма, напомнивших об участии Нуждина в «лысенковщине», его не избрали действительным членом Академии наук.
Скончался 21 августа 1972 года в Москве, похоронен на новом Донском кладбище.

## Награды
- орден Трудового Красного Знамени (10.06.1945)
- медаль «За оборону Москвы»

## Сочинения
Работы в основном в области генетики, эволюционного учения и радиобиологии.
- Наследственные изменения и онтогенез // Журнал общей биологии, 1945, № 6.
- Критика идеалистической теории гена // Против реакционного менделизма-морганизма. Сб. статей. М.—Л., 1950.
- Дарвин и мичуринская биология // Известия АН СССР. Серия биологическая, 1952, № 3.
- Роль гибридизации в изменчивости // Журнал общей биологии, 1946, т. 7, № 3.
- Взаимозависимость между состоянием хромосом, клеточными нуклеотидами, скоростью развития и проявлением признака // Доклады АН СССР. Новая серия, 1948, т. 60, № 3.
- Сборник работ по радиобиологии / отв. ред. Н. И. Нуждин. М., 1955 (имеются совместные работы Нуждина).